# Kakawin
Een kakawin is een groot episch gedicht in het Javaans dat op allegorische wijze bepaalde historische gebeurtenissen beschrijft in termen van een bekend mythisch gegeven.

## Functie
Kakawins werden gezongen bij een feest, zoals het ook nu nog gebruikelijk is om een wajangvoorstelling te laten geven of een bepaalde epische tekst te laten zingen bij een huwelijks- of besnijdingsfeest, dan wel een ander feest op een crisismoment in het leven van de enkeling of de gemeenschap.
Het specifieke karakter van kakawins als functionele poëzie vormt de reden waarom deze teksten bewaard zijn gebleven, terwijl veel andere poëzie verloren is gegaan.
Een kakawin werd gedicht voor een bepaalde gelegenheid, maar kon bij een volgende, soortgelijke gelegenheid, al of niet aangepast aan de nieuwe omstandigheden, opnieuw gebruikt worden. Daardoor zijn deze gedichten gedurende zes- tot negenhonderd jaar achtereen gekopieerd, ettelijke malen per eeuw.
Bij een eerste ontvangst bestond het publiek uit het hof en alle personen daaromheen die als gast genodigd waren. Dit waren meestal huwelijksfeesten. De tweede ontvangst zal in de meeste gevallen een feest van de adel hebben betroffen, en bij later gebruik verwordt de kakawin tot 'handboek' voor een wajangvoorstelling. Het kakawin is dan in handen van iedereen die de moeite wil nemen het over te schrijven voor eigen gebruik.

## Vorm en inhoud
Het woord kakawin is het Javaanse equivalent voor de Sanskriet term kawya: een poëtische compositie opgebouwd rond een coherente intrige. De normen geldend voor het grote ‘’mahakawya’’ of kunstdicht werden door de Indische theoreticus Dandin (zevende eeuw) in zijn Kawyadarsa als volgt geformuleerd: het is een epos van beperkte afmetingen, verdeeld in canto’s in aangenaam klinkende metra; het opent met een zegenbede of eerbetuiging; het onderwerp is in principe ontleend aan de legendarische overlevering, maar kan ook betrekking hebben op een actueel gebeuren; het heeft als tendens te tonen hoe men de vier doeleinden van menselijke activiteit, te weten plicht, profijt, plezier en verlossing, bereikt; de held is edel en bekwaam; het werk wordt opgeluisterd door beschrijvingen van steden, zeeën, bergen, de seizoenen, spelen, liefde en erotiek, dit alles naast en in combinatie met de ondernemingen, strijd en overwinningen van de held; het gedicht moet mooie stijlfiguren bevatten. Dit alles geldt onverminderd voor het Javaanse kakawin.
Naar Indisch voorbeeld berust het metrum van het kakawin op de kwantiteit van de lettergrepen. Er is een grote verscheidenheid van metra, die echter niet alle bekend zijn uit de Indische metriek. Volgens Zoetmulder worden er niet minder dan tweehonderdveertig verschillende metra gehanteerd in de Oudjavaanse kakawin-poëzie. De poëzie werd gezongen. Elk metrum had zijn eigen melodie. De meeste bestaan uit strofen van vier regels met hetzelfde versschema.